# The Hand of God (film 1915)
The Hand of God è un cortometraggio muto del 1915 diretto da Harry Lambert (Harry Lambart).

## Produzione
Il film fu prodotto dalla Vitagraph Company of America.

## Distribuzione
Distribuito dalla General Film Company, il film - un cortometraggio in due bobine - uscì nelle sale cinematografiche statunitensi il 29 giugno 1915.